# Данило Шаренац
Данило Шаренац (Давидовићи, код Билеће, 27. јануар 1913 — Бодежишта, код Гацка, 2. септембар 1943), учесник Народноослободилачке борбе и народни херој Југославије.

## Биографија
Рођен је 1913. године у Давидовићима, у имућној сељачкој породици. Његови родитељи, Васо и Јована, поред земље имали су доста ситне и крупне стоке. Основну сколу завршио је у Фатници 1925. године. Почетком маја 1934. године, био је примљен у подофицирску школу у Загребу. Дружио се са револуционарно оријентисаном омладином, а за време годишњих одмора у родном крају са Миром Попаром комшијом и другом из основне сколе. У Марибору је често био у групи комуниста.
Од 1939. до 1941. године, био је наредник у мариборском гарнизону. После капитулације краљевине Југославије, обучен у сељачко одело, пробио се преко планина Србије и Босне у родни крај. Постао је члан Комунистичке партије Југославије, од септембра је био је командир Давидовичко-фатничке партизанске чете, а од октобра заменик команданта партизанског батаљона „Владимир Гачиновић“. С овим батаљоном истакао се у разбијању четничког граничног тзв. ћоравог батаљона, затим на гату где је разбио четничке снаге.
Године 1942, постао је командант Другог ударног батаљона. У Бисини, његов батаљон потпуно је разбио моторизовану колону од четири тенка и преко сто возила италијанске дивизије „Мурђе“ и знатне четничке снаге које су од Мостара надирале према Невесињу. Непријатељ није могао да користи комуникације Мостар-Невесиње, коју су заузели партизани под Даниловом командом.
Почетком јуна 1942, био је постављен за командира пратеће чете обласног комитета КПЈ и оперативног штаба за Херцеговину. Повлачењем партизанских снага из Херцеговине у западну Босну, по партијском наређењу остао је да ради као илегалац у билећком срезу. Од августа 1942, био је командант партизанског батаљона „Слобода“, који је од јесени до априла изводио разне акције и диверзије у непријатељској позадини. Године 1943, батаљон „Слобода“ ушао је у састав Десете херцеговачке бригаде.
Борци овог батаљона учествовали су у бици на Сутјесци. Пробијајући се на челу свог батаљона у Херцеговину, Данило је био смртно рањен од четничке пушке 1. септембра 1943. године на Мједеној глави. Четници су разбијени, али је он следећег дана умро у Бодежиштима где је и сахрањен.
Указом Врховног штаба НОВЈ од 1. новембра 1943. био је произведен у чин капетана. Председништво АВНОЈ-а својом одлуком одликовало га је Орденом за храброст и Орденом заслуга за народ другог реда.
Указом Президијума Народне скупштине Федеративне Народне Републике Југославије, 5. јула 1951. године, проглашен је за народног хероја.
Пред задружним домом на Дивину и у парку народних хероја у Билећи подигнуте су његове бисте.